# 아돌프 (소설)

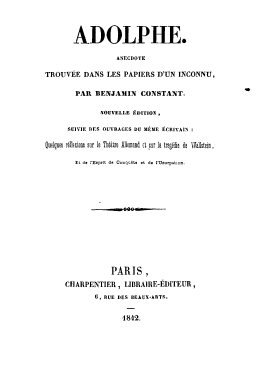
1842년 에디션의 책 표지

《아돌프》(Adolphe)는 1816년 출간된, 뱅자맹 콩스탕의 자전적 프랑스 연애소설이다.
저자 콩스탕은 1806년 10월 30일에 소설을 시작하여 1810년 전 어느 시점에 완성하였다.
아돌프는 10살 연상의 에레노르를 유혹하나 이윽고 사랑은 식고 단순한 동정심으로 변한다. 그녀는 아돌프의 변심을 알자 심한 마음의 상처를 받은 끝에 죽는다. 에레노르의 모델은 스탈 부인 등 작가가 알고 있던 여성이라 한다. 근대 심리소설의 선구가 되어 작자는 세세하게 자기의 심리를 분석 해부하여 연애심리학이라 할 수 있는 것을 내놓았다.